# オリックス・バファローズの応援団
オリックス・バファローズの応援団（オリックス・バファローズのおうえんだん）では、プロ野球オリックス・バファローズの私設応援団について記す。球団の沿革から、大阪近鉄バファローズ系の応援団と、阪急ブレーブス→オリックス・ブレーブス→オリックス・ブルーウェーブ系の応援団が存在する。

## 活動中の団体

### 大阪近鉄バファローズ系

#### 大阪私設應援團
概要
読みは「おおさかしせつおうえんだん」。
発足は1985年。バファローズ道楽会、高井田応援団、高鷲近鉄バファローズファンクラブの三者が合併して設立。その後、1992年に関西優牛会も合流。主に近鉄の応援歌の作詞をし、和田益典（大阪紅牛會初代会長）の作曲が大半である。2002年笑丑會、2003年大阪紅牛會に分かれている。
当初は黄色ベースのホームユニフォームを着用していた。関西優牛会合流後は赤い法被に左袖に日の丸に「必勝」と書かれた腕章、背中は横書きの2段で「大阪應援團」。大阪ドーム開場後は腕章無しのタイプとなり、1999年から背中は縦に「大阪私設應援團」となった。かつては九州や関東に支部があった。襟の文字は、近鐵バファローズ私設應援團 いてまえ河内男児の本領発揮」（初代）、「大阪近鐵バファローズ私設應援團 いてまえ河内男児の本領発揮」（2代目）である。
2023年現在もオリックス・バファローズの応援歌の制作を行なっている応援団の一つである。
応援旗
- 黄地に赤の猛牛マークと赤文字で「大阪私設應援團」

横断幕
- 赤地に「豪打いてまえ猛牛打線 大阪私設応援団」

#### 大阪紅牛會
概要
読みは「おおさかこうぎゅうかい」。音楽家。
「大阪私設應援團」内部の精鋭部隊として2003年設立。初代会長は和田益典で、現任の二代目は谷口一雄。
赤色に白い文字で「大阪紅牛會」と描かれたロング丈の法被で、襟の文字は「大阪私設應援團 本部 精鋭部隊 情熱で紅く炎ゆる葛球魂」
近年は背中に大きく「大阪紅牛會」の文字が描かれている赤いTシャツのみで活動することもある。
設立当時は実力を認められたメンバーのみで構成されていたが、特別応援許可制になったため以降はオリックス応援団の中核として活動している団体である。2012年シーズン前半戦は特別応援許可が下りず、応援活動が認められなかった。
主にバンデリンドームナゴヤ以西の西日本全域で活動し、東日本での試合でも活動することがある。チーム本拠地である大阪・神戸の関西圏が主な活動地域ではあるが、幅広く応援活動を展開しており、同じく関西圏を拠点として西日本エリアを管轄する神戸蒼波会、笑丑會、ナゴヤドーム以東の東日本エリアを主に管轄する東京応援団と共に広く認知されている。
応援で使用される太鼓は、プロ野球応援団の主流である小口径の太鼓では無く、マーチング用のバスドラムを片腕で抱えたまま演奏していることが大きな特徴で、活動拠点を置く本拠地京セラドーム大阪では、ドラムセットのように揃えられた異なるサイズのタムタムが追加され、近年ではスネアドラムが導入されている。
現在、オリックス・バファローズの選手別応援歌の制作を他のオリックス応援団とともにおこなっている。
音楽バンドとしても活動しており、オフシーズンには大阪・神戸のライブハウスを中心とした音楽イベントにも出演するなど、メンバー自ら応援歌をロックバンド風にアレンジした楽曲を披露している。
2010年に合併後初の応援歌CD『真紅と蒼の響 オリックスバファローズ選手別応援歌2009〜2010』（品番:B003ANMHB4）を発売した。
巷によくみられる応援歌練習用のCDとは違い、どの楽曲もハイテンポなロックテイスト溢れるアレンジで構成されており、覚えるための応援歌というよりは、ロックバンドのアルバムに近いものとなっている(演奏は紅牛會メンバー達自身によるもの)。
個人応援歌、チャンステーマを含む応援歌は、90年代以降、主に和田が作曲をおこなっている。(和田は現在、応援統括プロデューサーとして、裏方としてSNS等を通じて紅牛會を含む応援団の広報やアドバイザー、作詞作曲、楽器提供などの支援を行なっている。)
応援歌の作曲は和田の他、同氏と親交の深いロックバンドガガガSPのボーカル コザック前田(ブルーウェーブ時代からのオリックスファン)が応援歌の作曲を担当している。ガガガSP つなひき帝国→得点帝国として使用。早川選手（現在は小田裕也選手）、ラロッカ選手、マルチテーマの讃丑歌の作曲にもコザック前田は携わっている。
和田とコザック前田が合作として手掛けた楽曲「讃丑歌」の歌詞の一節「叶うべき夢の先へ」は、横断幕にも採用され、2021年のリーグ優勝、翌年2022年の日本シリーズ優勝の際、シーズン中は常に掲げられており、長年低迷していたチームの悲願達成に向けた快進撃を象徴する一文として、連日数多くのメディアに同文言が取り上げられることとなった。(2022年10月30日明治神宮球場で開催されたSMBC日本シリーズにおいて、東京ヤクルトスワローズに勝利し、同年の日本一が決定した瞬間に、「ありがとう」「叶うべき夢の先へ」「到達」と3つの横断幕が掲示された。)
2020年〜2022年、新型コロナウイルスの影響下においてNPBプロ野球主催試合での応援活動が制限され、無観客試合や声出し応援の禁止を余儀なくされている最中、同団体の公式youtubeチャンネルにて応援活動のライブ配信を行い、初回のライブ配信では配信中の瞬間視聴者数が1万人を突破するなどし、一時youtubeトレンドに浮上するなど、高い注目度を集めた。年間に発表される応援歌は、他球団と比較して数は多くないものの、発表された瞬間に多くのネットニュースやTwitter等のトレンドにランクインするなど、高い話題性を持っている。
2019年、2023年の2回、オリックス・バファローズ主催試合のイベントデー「大阪代表 バファローズ高校」で大阪桐蔭高等学校吹奏楽部と共に、応援コラボレーションとして試合中の応援活動を共に行った。

応援旗
- 黄地に中央部に近鉄バファローズのロゴ、下部に「大阪私設應援団　(株)市谷組」
- 白地の中央部に紅牛會のロゴ、赤地の上部に白字で「OSAKA DEEP RED BULLS」、青地の下部に白字で「BASEBALL BRASS ROOTERS」
- 白地に2011年(平成23年)からの球団ロゴ
- 坂口智隆個人旗:白地に赤字で「9」、下部に「大阪紅牛會」(坂口退団以降、背番号9着用選手に流用)
- T-岡田個人旗:紺地に白字で「岡田貴弘」

横断幕
- 赤地に白字で「大阪私設應援団　本部　精鋭部隊　大阪紅牛會　http://www.kawachi.zaq.ne.jp/Kougyu/」
- 白地に赤字で「いてまえ魂」
- 白地に黒字で「この苦況を乗り越え」
- 白地に黒字で「叶うべき夢の先へ」
- 坂口智隆個人幕:赤地に白字で「炎(も)えろ　紅(あか)き戦士　坂口智隆　大阪紅牛會」(ヤクルト移籍後にも引退試合で使用された)
- T-岡田個人幕:紺地に金字で「浪速の豪砲　T　岡田貴弘　大阪紅牛會」
- 山本由伸個人幕:白地に黒字で「奮励努力　山本由伸」
- 吉田正尚個人幕:白地に「前人未到の頂へ　吉田正尚」
- 福田周平個人幕:黒地に「雄渾と戦え　福田周平」（前半は赤字、後半は黄字）
- 杉本裕太郎個人幕:金地に「剛弾招来 覇王 杉本裕太郎」（前半は赤字、「覇王」は白字、後半は青字）

#### 笑丑會
概要
読みは「しょうちゅうかい」。
オリックス・バファローズの応援歌の制作を行なっている応援団の一つである。2002年5月設立。
団服は法被ではなく黄色かオレンジ色で、左胸に「笑丑」を模ったマークと「大阪私設應援團 笑丑會」と書かれたTシャツを着て活動している。
横断幕
- 赤地に黄字で「大阪私設應援団　笑丑會」(左部に笑丑會のロゴ)

### オリックス・ブルーウェーブ系

#### 神戸蒼誠会
概要
読みは「こうべそうせいかい」。
オリックス・バファローズの応援歌の制作を行なっている応援団の一つである。オリックス・ブルーウェーブ系私設応援団「神戸青波連」の後続団体である。合併後の2005年から活動している。西日本だけでなく、東日本での試合にも遠征している。(2024年現在、関東在住の団員もいる。)
2006年シーズン後に前会長が応援団を辞め、その後現在に至るまで会長は後藤正樹氏が務めている。
法被は青地で、襟の文字は黄色の白縁で「我らの心に刻まれた誠の青波魂 夢に向かって邁進する 神戸蒼誠会」、背中の会名は青地に同じく黄色の白縁で「神戸蒼誠会」と縦書き。
ブルーウェーブ復刻試合開催時は、神戸青波連の法被を着用して活動し、ブルーウェーブ応援旗を外野スタンドで振っている。
2019年、2023年の2回、オリックス・バファローズ主催試合のイベントデー「大阪代表 バファローズ高校」で大阪桐蔭高等学校吹奏楽部と共に、応援コラボレーションとして試合中の応援活動を共に行った。
横断幕
- 白地に青字で「青波魂」

応援旗
•ブルーウェーブ球団旗

#### オリックスバファローズ東京応援団
概要
読みは「オリックスバファローズとうきょうおうえんだん」。
阪急ブレーブス時代から応援活動を行なっている。1963年に設立。
設立当初は笛のみの応援であり、太鼓も旗もなかったとのことである。
「ブレーブス東京応援団」→「オリックスブルーウェーブ東京応援団」→「オリックス東京応援団」という名称を経て現在の名称となった。東京応援団となっているが、活動の範囲は関東地方に限らず静岡県以東の東日本全域である。また、本拠地京セラドームやほっともっとフィールド神戸を中心とした西日本での試合にも遠征して活動している。
ブレーブス東京応援団やオリックスブルーウェーブ東京応援団時代から在籍しているメンバー、女性のメンバーもいる。
「人間国宝」「50番先生」と言われている、ブレーブス東京応援団時代からの名物団員がいる。阪急ブレーブス時代のアニマル投手の背番号から50番をつけており、鉢巻には日の丸に必勝と書かれているのを使用。金色の扇子を使用して盛り上げたりもする。50番先生が主に9回にコールリーダーとして登場するのは、アニマル投手がストッパーとして当時投げていた為。「私に当てて　○○(選手名)」というコールを多用している。
2002年前半までは、その時期のチームのビジターユニフォームと帽子をかぶり応援していたが、2002年後半からは「ORIX 東京応援団」と書かれた青い法被を着用していた。合併後の2005年からは応援団独自の青いユニフォームを着用し、背文字に「TOKYO応援団」と団員各々の「背番号」がついている。
ブルーウェーブ時代までは、チャンステーマとしてジャンプ以外に藤井康雄の応援歌を使用したり、関東と関西で違う応援歌(主に退団・引退した選手の曲を流用、稀にケルビン・トーベやパンチ佐藤などオリジナル曲有り)や応援歌は一緒でも日高剛や大島公一、ジョージ・アリアス等東西で違う歌詞を使用したりしていたが、2004年に一部の曲を除き統一された。
ブルーウェーブや阪急復刻試合では、当時の球団旗や応援服を着て応援している。
レジェンドシリーズとして開催された2013年8月31日ライオンズ戦でのブルーウェーブ復刻試合では、田口壮のブルーウェーブ時代の応援歌や当時のヒットテーマ、試合後の2次会では野球拳も演奏された。ブルーウェーブ球団旗や一部団員は当時の応援服(青い法被やビジターユニフォーム)を着用していた。
2011年の阪急復刻試合では、50番先生がブレーブス東京応援団時代の応援服を着用した上でコールリーダーをし、当時の応援を他応援団体と共に再現した。
2019年、2023年の2回、オリックス・バファローズ主催試合のイベントデー「大阪代表 バファローズ高校」で大阪桐蔭高等学校吹奏楽部と共に、応援コラボレーションとして試合中の応援活動を共に行った。
応援旗
- 旧球団旗に「東京応援団」と赤字で記載。
- 白地に赤文字で「執念」、上部には青と黄色の文字で球団旧ロゴの「ORIX Buffaloes」、下部に赤文字で「オリックスバファローズ東京応援団」
- ブルーウェーブ球団旗
- 現在のオリックス球団旗

## かつて存在した団体
- 阪急→オリックス系
  - 八二会（やじかい） - 結成時期については「1966年」[4]、「1967年」[5]と複数の説がある。応援団長の今坂喜好はスタジアムのファンも選手も楽しませる野次で「名物団長」と呼ばれた。八二会は今坂の記憶では「23人前後」のメンバーがおり、試合には15人程度が来ていたという[6]。メンバーには交代もあり、全員が一貫してはいなかった[6]。ブレーブスのオリックスへの売却に伴い「八二会」は活動を取りやめ（会としては存続）、一部メンバーがオリックス・ブレーブス応援団に流れた[7]。その後オリックスが球団名を「オリックス・ブルーウェーブ」に改称すると「八二会」は正式に解散した[7]。
  - 勇者会 - 八二会の二軍として1984年に結成。団員は八二会より若い層が多かった。オリックス売却後も内野で活動していたが、1990年頃解散。内野応援団自体は1997年頃まであった。1990年頃は外野席で活動する稲妻一家と軋轢があったとされる。
  - 稲妻一家 - オリックス・ブレーブス発足時に活動開始。南海ホークスの元ファンが中心だった。神戸移転後、神戸連波隊となる。
  - 神戸連波隊 - 1991年の神戸移転時から活動していた。名古屋と福岡に支部があった。2001年頃解散。末期は神戸青潮舎と改称。
  - 神戸青波連 - 1991年頃から活動開始。2004年の合併時まで活動していた。外野スタンドでは球団旗や谷佳知の背番号10が描かれた旗を降っていた。現在、団員は「神戸蒼誠会」として活動している。
  - 福岡連波隊 - 1991年頃から活動していた。後に九州雷青会に改称。
  - 九州雷青会 - 福岡ドームなどで活動していたが、オリックスと近鉄の合併時の2004年に解散。黒地に白字で雷青会と書かれた応援旗を使用。
  - 関西雨天中止 - 1994年発足の女性応援団。関西雨天中止と記載された青い応援旗を使用。1996年に解散したが一部団員は「天体観測」を発足させた。ブルーウェーブ復刻試合では、関西雨天中止の応援旗も使用された。
  - 天体観測 - 女性応援団。読みは「てんたいかんそく」。1996年のオフにブルーウェーブの女性応援団、関西雨天中止が解散。その後、その中のメンバーが天体観測を創設した。最盛期は20名以上在籍し男性もいたが、現在は女性だけで構成されている。名前の由来は、「星である選手を観測する」から。法被はベージュ地に白で「天体観測」と縦書きで、襟の文字は「力強き百花繚乱の如く 太陽のように天真爛漫で」。応援旗は赤字で旗上に「力強き百花繚乱の如く」 旗下に「太陽のように天真爛漫で」、白字で真ん中に大きく「天体観測」と書かれていた。
  - 名古屋連波隊 - 末期は中京波浪会に改称していた。
- 近鉄系
  - 高井田応援団 - 1965年頃に発足、近鉄バファローズの最古の私設応援団。藤井寺球場・日生球場では内野指定席で活動。黄色の旗や上着を着用して応援していた。この黄色を用いた応援は大阪私設應援團に引き継がれる。
  - 近鉄バファローズ東京応援団 - 1975年頃に発足、ホームユニフォームと三色帽、白いロングパンツのスタイルで応援していた。1995年まで活動し、関東大村会に生まれ変わる。
  - 関西優牛会 - 1987年から1991年まで活動。名古屋と博多に支部があった。
  - 関東あばれ牛会 - 1989年限りの活動。近鉄バファローズ東京応援団から派生し、主に外野席で活動していた。「執念」の旗を使用。
  - 松原猛牛会 - 藤井寺球場や日生球場の一塁側内野スタンドを中心に活動していた。その後は外野ライトスタンドで活動。大阪ドーム移転後の赤いビジターユニフォームに猛牛マークと「OSAKA MATSUBARA」「猛牛会」の名前がある。
  - 関東大村会 - 1996年頃から活動を開始した。当の大村直之外野手にサインを拒否され応援をボイコットしたことがある。1998年に懇親会絡みの一件で大阪私設應援團関東支部に再編成された。